# كريستيان كروز
كريستيان كروز (1 أغسطس 1992 غواياكيل الإكوادور - ) هو لاعب كرة قدم إكوادوري يلعب كمدافع.

## روابط خارجية
- كريستيان كروز على موقع إي إس بي إن إف سي (الإنجليزية)
- كريستيان كروز على موقع قاعدة بيانات كرة القدم.إي يو (الإنجليزية)
- كريستيان كروز على موقع ناشيونال فوتبول تيمز (الإنجليزية)
- كريستيان كروز على موقع Soccerway.com (الإنجليزية)
- كريستيان كروز على موقع عالم كرة القدم.نت (الإنجليزية)